# Abbazia dei Santi Pietro e Paolo (Solignac)
L'Abbazia dei Santi Pietro e Paolo a Solignac  è un'abbazia fondata nel XII secolo nel territorio del comune di Solignac.

## Storia

### Fondazione
L'abbazia di Solignac è stata fondata da sant'Eligio che chiese al re Dagoberto I il villaggio di Solemniacum (terreno di Solignac) per fondarvi un monastero. L'atto di fondazione fu fatto «…in onore dei Santi Pietro e Paolo apostoli, Pancrazio e Dionigi martiri e loro compagni, dei santi Martino, Medardo, Remigio e Germano Confessore». L'atto fu controfirmato dai vescovi Adeodatus di Mâcon, Modegilosus, arcivescovo di Tours, Cagnoaldo, vescovo di Laon, Maurino, vescovo di Beauvais, Salapio, vescovo di Nantes, Ildegario, vescovo di Sens e san Lupo, vescovo di Limoges.
Quest'abbazia non apparteneva alla giurisdizione del vescovo ma era sottomessa direttamente al re. L'atto dava ai religiosi la proprietà perpetua dell'abbazia se avessero seguito le regole di san Benedetto e di san Colombano (regulam Beatissimorum Patrum Benedicti et Columbani).
Secondo la leggenda, sant'Eligio sarebbe salito su una roccia sulle alture di Solignac (da allora questa roccia è denominata "roccia di sant'Eligio"). Da questa roccia egli avrebbe scagliato un martello: dove il martello fosse caduto egli avrebbe fondato l'abbazia.

### Evoluzione dello statuto
Sant'Eligio ammirava l'Abbazia dei Santi Pietro e Paolo di Luxeuil, fondata da San Colombano. Egli ne fece venire dei monaci, insieme al primo abate, san Remaclo, che verrà successivamente nominato vescovo di Maastricht.
La prima regola seguita era quella di Luxeuil, poiché la prima comunità di religiosi proveniva dall'Abbazia di Luxeuil, nei Vosgi. La regola era ispirata alle prescrizioni di san Colombano e di san Benedetto.
Sant'Audoeno scrisse che quest'abbazia ha avuto molto presto una grande importanza. Raggiunse infatti presto il numero di centocinquanta monaci. Sant'Audoeno, amico di sant'Eligio, nella biografia che scrisse su quest'ultimo, parla di un luogo "fertile e piacevole", «dei frutteti abbondanti e ben irrigati», «la vicinanza a un bel fiume». Egli dichiarò:
(Sant'Audoeno a proposito dall'Abbazia di Luxeuil)
Egli precisa che:
(Sant'Audoeno a proposito dall'Abbazia di Luxeuil)
L'abbazia di Solignac era allora un grande laboratorio di oreficeria.

### Dopo Eligio
Quando Remaclo lasciò l'abbazia per diventare vescovo di Maastricht, egli condusse con sé Adelino di Celles, originario dell'Aquitania, ov'era stato abate di Celles e poi di Visé. Un giovane schiavo sassone riscattato da sant'Eligio entrò nell'abbazia. Tillone ne fu il successore nella direzione della produzione di oggetti di oreficeria.. Egli divenne eremita a Brageac presso Mauriac, poi tornò, per morirvi, a Solignac sul luogo della chiesa di Le Vigen.
Tra l'VIII secolo e l'XI si verificaronio periodi di disordini e di riprese. Vi furono invasioni saracene tra il 732 e il 735, e un'incursione di origine ignota nel 793, che causò danni, per cui Pipino il Breve e poi Carlomagno accordarono dei privilegi. Nell'817 fu Ludovico il Pio che accordò dei privilegi per la ricostruzione dell'abbazia.
Nell'820, l'abate Aigulf impose la regola benedettina, riformata da san Benedetto di Aniane.
Nel 823, Raoul di Bourges (futuro san Raoul) divenne probabilmente chierico nell'abbazia di Solignac.
Verso l'855, Cuniberto, abate di Solignac e successore d'Aigulf, inviò alcuni monaci per la fondazione dell'Abbazia di San Pietro di Beaulieu-sur-Dordogne.
Le incursioni vichinghe fecero sì che le reliquie di san Marziale fossero trasferite a Solignac. Poi, verso l'860 o 864, fu l'abbazia di Solignac a essere saccheggiata e incendiata. Alcuni religiosi che si erano rifugiati a Vic-Fezensac, portarono le reliquie di san Fausto.
Nel 866, l'abate Bernard presenziò al concilio di Soissons presieduto da Carlo il Calvo.
Il 12 giugno 883 papa Martino II prese sotto il suo patronato l'abbazia e ne confermò i beni.
Carlo il Semplice assegnò il 18 luglio 922, d'accordo con il vescovo di Limoges Turpion, sedici chiese a Solignac per aiutarla a ripristinare i beni danneggiati durante il periodo di anarchia, tuttavia di costruzioni di chiese in quel periodo non si sa nulla.
Nel 942 l'abate Géraud II fondò insieme all'abbazia di Fleury una fraternità di preghiera.
Ci furono degli scambi tra le due abbazie. Per esempio, Bernardo II, abate di Solignac nel 983, poi di Beaulieu e infine vescovo di Cahors, era stato allievo di sant'Abbone di Fleury. Il suo successore, Amblard, menzionato in una lettera a Hervé, tesoriere e costruttore della basilica di San Martino di Tours, era stato suo condiscepolo a Fleury.
L'abbazia di Saint-Pierre du Vigeois, fondata da Sant Yrieix prima del 572, s'affiliò a Solignac all'inizio dell'XI secolo; essa fu molto importante, contando un centinaio di monaci.
Nel 1031, Géraud III partecipò al concilio di Limoges, nel corso del quale Dieudonné, vescovo di Cahors, predicò la "tregua di Dio".

### Ricostruzione dell'abbaziale, rivolte e guerre

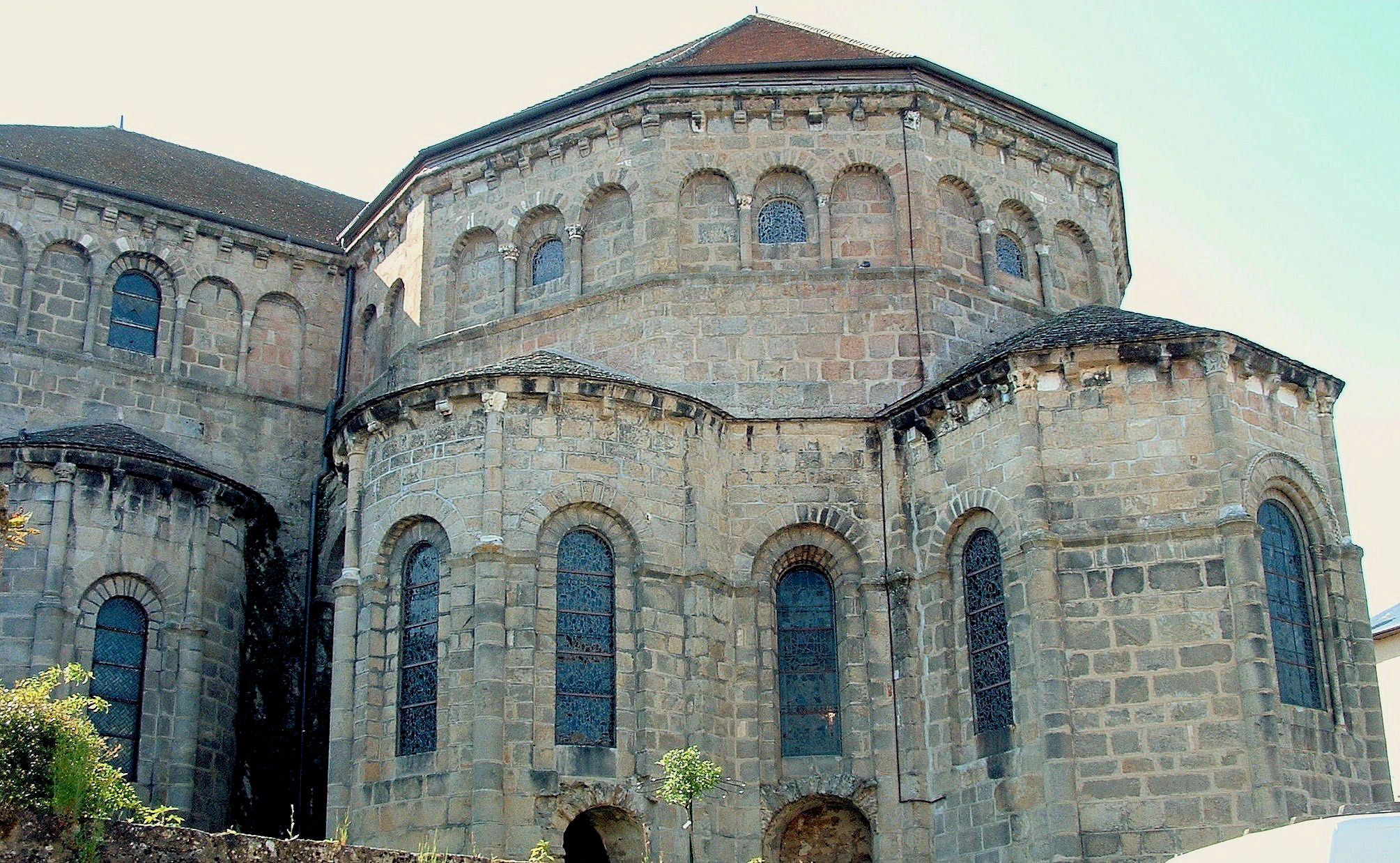
Dall'esterno: abside e braccio sud del transetto

L'abbazia ricevette numerose donazioni nei secoli XI e XII: esse permisero la ricostruzione della chiesa abbaziale.
I papi Eugenio III, nel 1147, e Adriano IV accordarono delle bolle che confermavano titoli e diritti dell'abbazia. L'imperatore Federico Barbarossa scrisse nel 1157 una lettera al re d'Inghilterra, raccomandandogli l'abbazia.
La prima metà del XIII secolo vide un'insurrezione degli abitanti, poiché la borghesia mercantile non voleva più rendere conto all'abate. Il portico turrito fu assalito dagli abitanti del villaggio durante i disordini degli anni 1240-1246.
Il visconte di Limoges dovette intervenire nel dicembre 1241 per restituire l'abbazia ai religiosi. I monaci avevano avuto dei litigi con i signori del castello di Chalucet nel XIII secolo.
Nel 1388, bande di inglesi incendiarono il coro della chiesa. L'antipapa avignonese Clemente VII concesse indulgenze per consentirne il restauro.
Nel marzo 1422, gli inglesi giunsero a Solignac. Nel 1460 l'abate Martial Bony de Lavergne fece posare delle vetrate e installò degli stalli. È probabilmente sotto il suo abbaziato che fu demolito un campanile che si trovava sul transetto nord.

### Epoca moderna

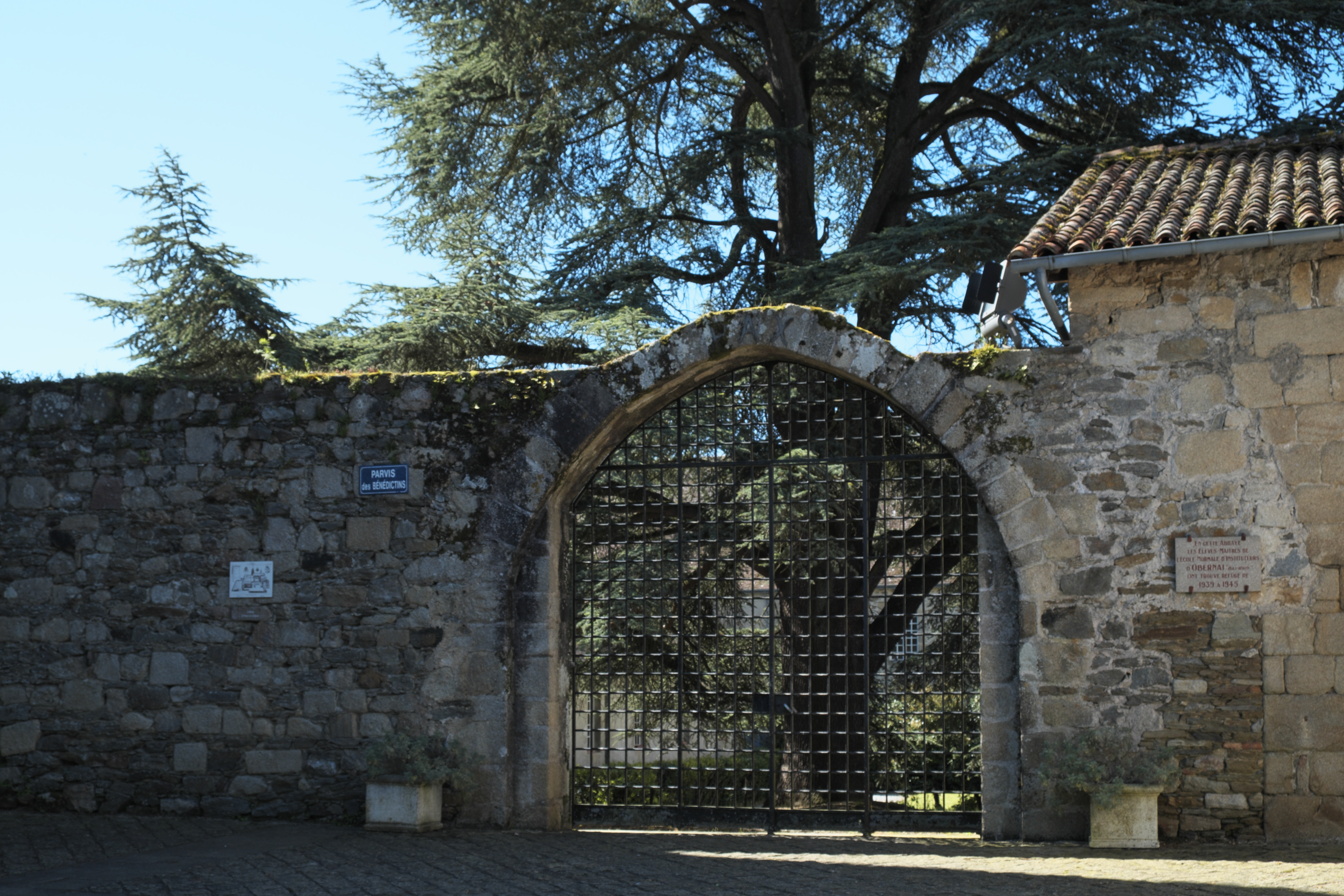
L'ingresso dell'abbazia

L'abbazia fu concessa in commenda nel 1503. Le truppe protestanti, dopo le loro vittorie a La Roche-l'Abeille, saccheggiarono l'abbazia nel 1569: le casse furono spezzate e le reliquie bruciate, ma gli archivi furono conservati. Nel 1574 André, visconte di Bourdeilles, siniscalco del Périgord, dopo essersi impadronito dell'abbazia con il signore di Pierre-Buffière, ottenne l'abbazia in dono dal re.
Rovinata dalle guerre di religione e dalle rivolte contadine, l'abbazia si riprese durante la Controriforma, quando il 16 giugno 1619 l'abate commendatario Jean Jaubert de Barrault, vescovo di Bazas, seguendo l'esempio dell'abbazia di Sant'Agostino a Limoges, fece appello a sei monaci della Congregazione di San Mauro che reinstaurarono la regola benedettina. Questi destarono l'ostilità dei monaci che già si trovavano in loco, così che l'abbazia fu divisa e i Mauristi si accontentarono di una piccola cappella fino a che gli oppositori morirono, nel 1635. L'abbaziale fu allora separata da un muro per consentire di installarvi la chiesa parrocchiale nella navata.
All'inizio del XVIII, dopo un incendio che distrusse una parte dell'edificio principale, fu ricostruita la parte occidentale nello stile dell'epoca.

### Epoca contemporanea
L'abbazia, che durante la Rivoluzione francese contava ancora quattordici monaci, divenne un pensionato per ragazzine sotto l'Impero. Poi ospitò una fabbrica di porcellane fino al 1930. Dal 1939 al 1945, i normalisti di Obernai vi trovarono rifugio. I Missionari oblati di Maria Immacolata ne presero possesso nel 1946 e gli edifici divennero seminari e poi luoghi di ritiro.
L'abbazia fu in seguito occupata dalla Comunità del Verbo di Vita, locataria delle oblate dio Maria. Nel 2011 la diocesi di Limoges l'ha acquistata dagli Oblati di Maria.

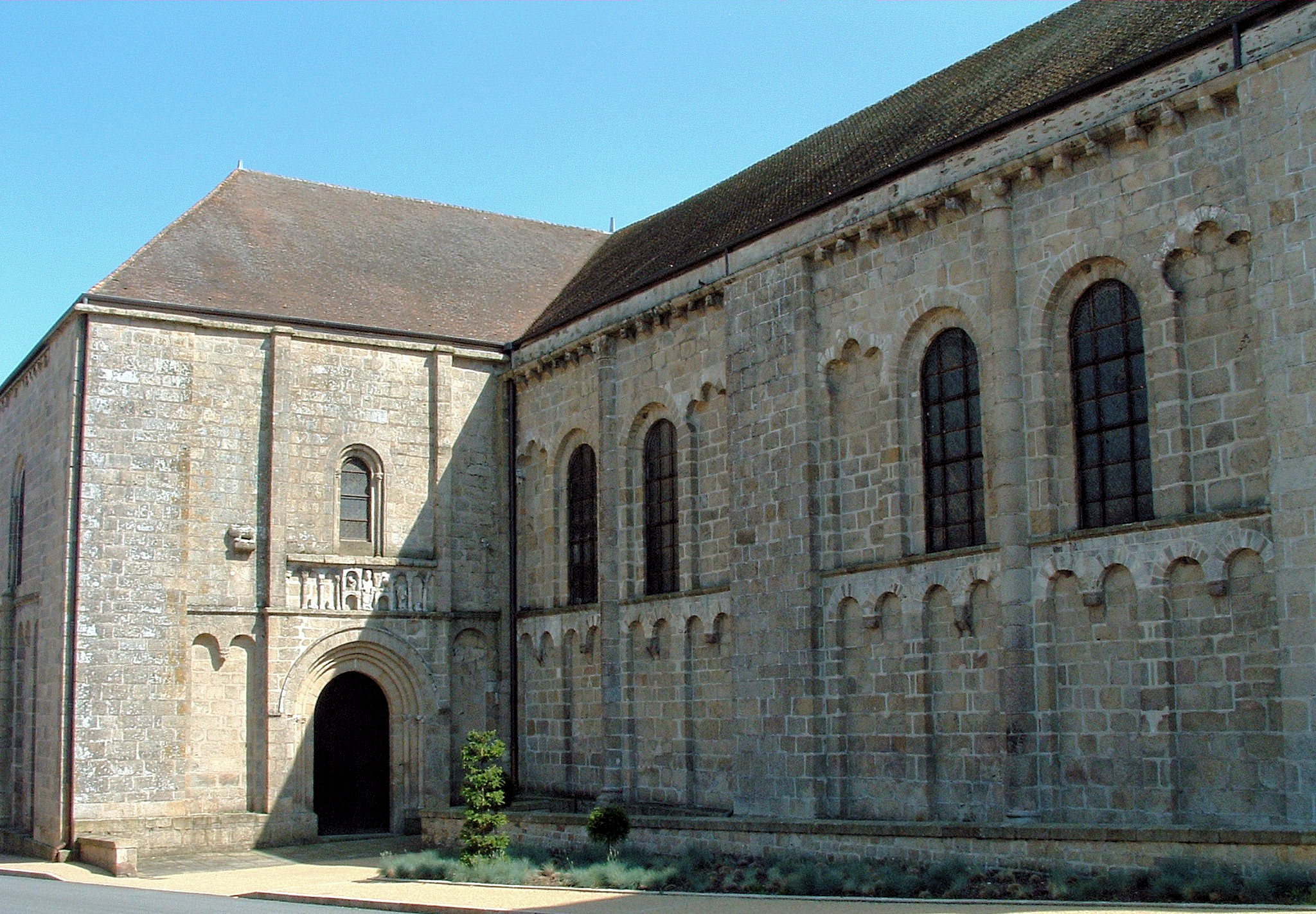
Facciata laterale Nord ed entrata nel braccio nord del transetto
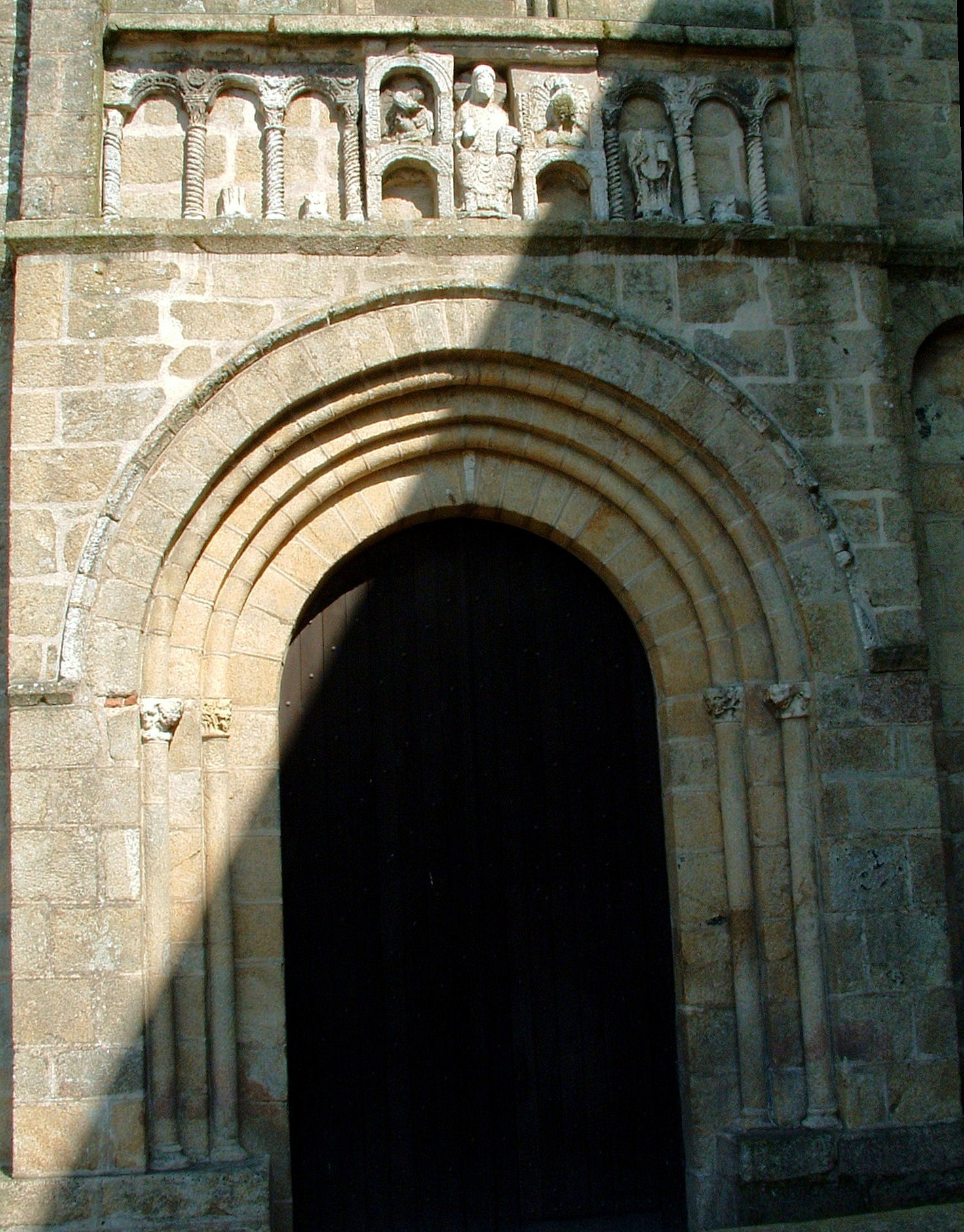
Porta del braccio Nord del transetto
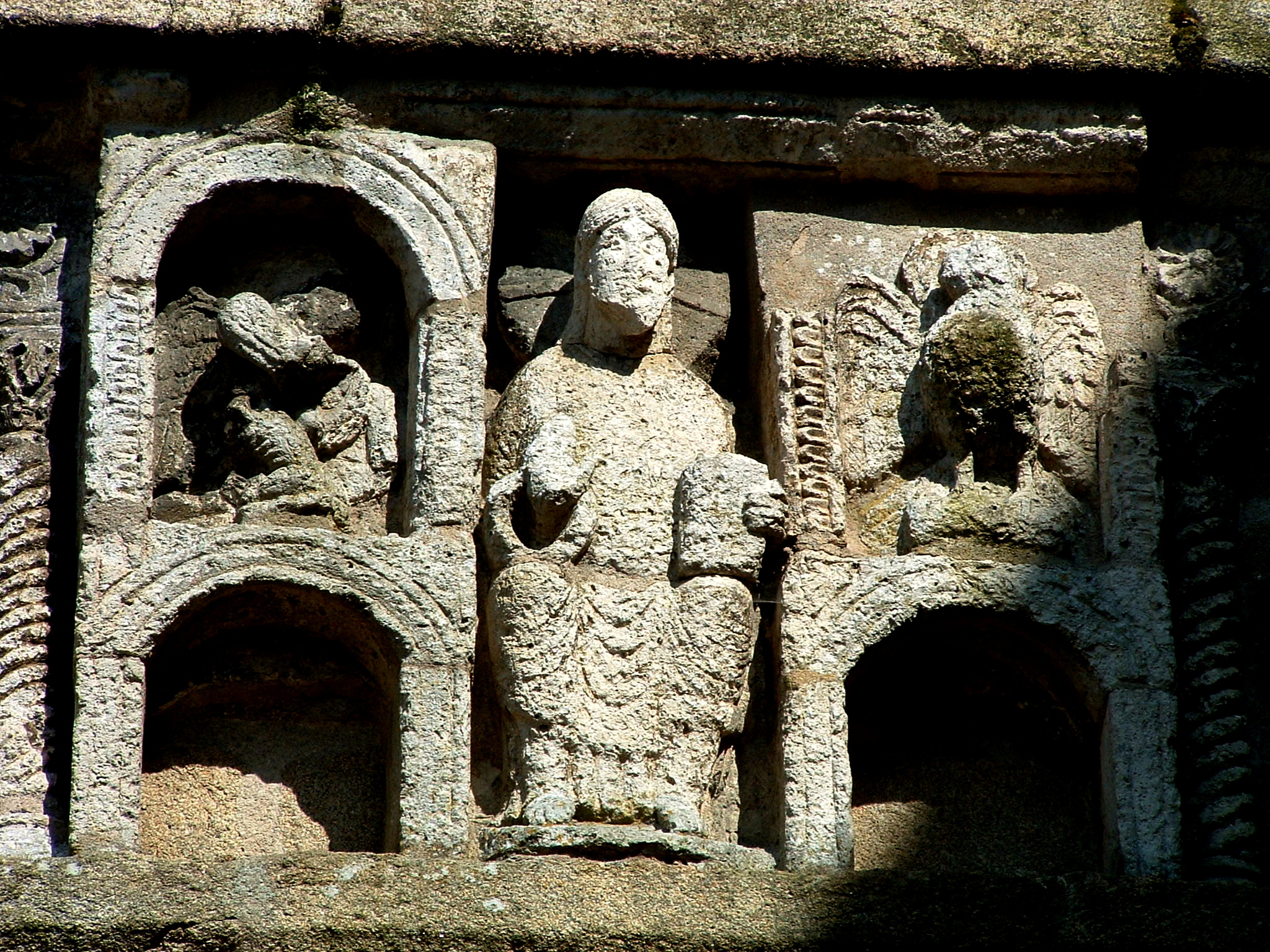
Decorazione sopra la porta del braccio nord del transetto
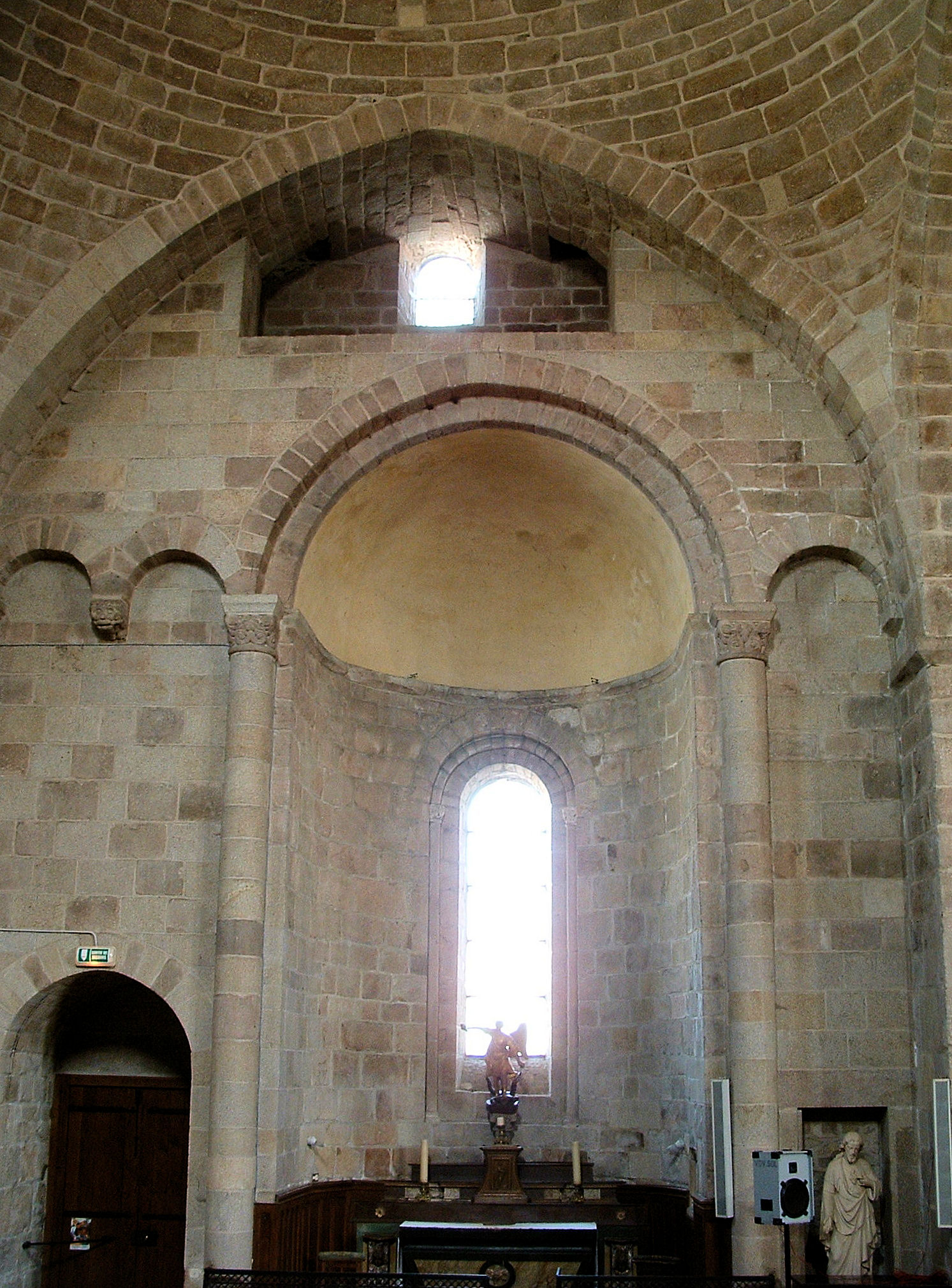
Cappella del braccio nord del transetto
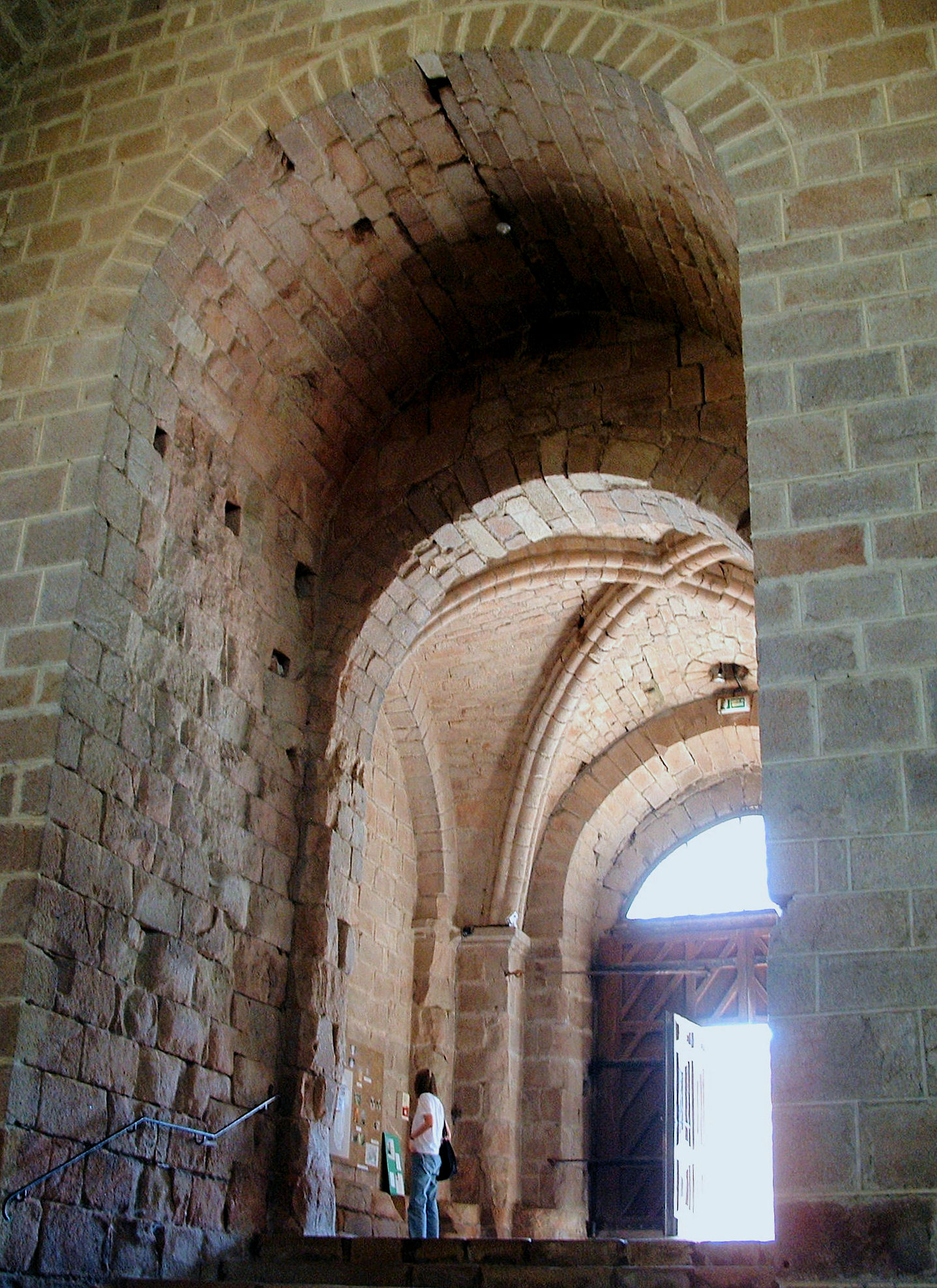
Portico sotto la torre occidentale
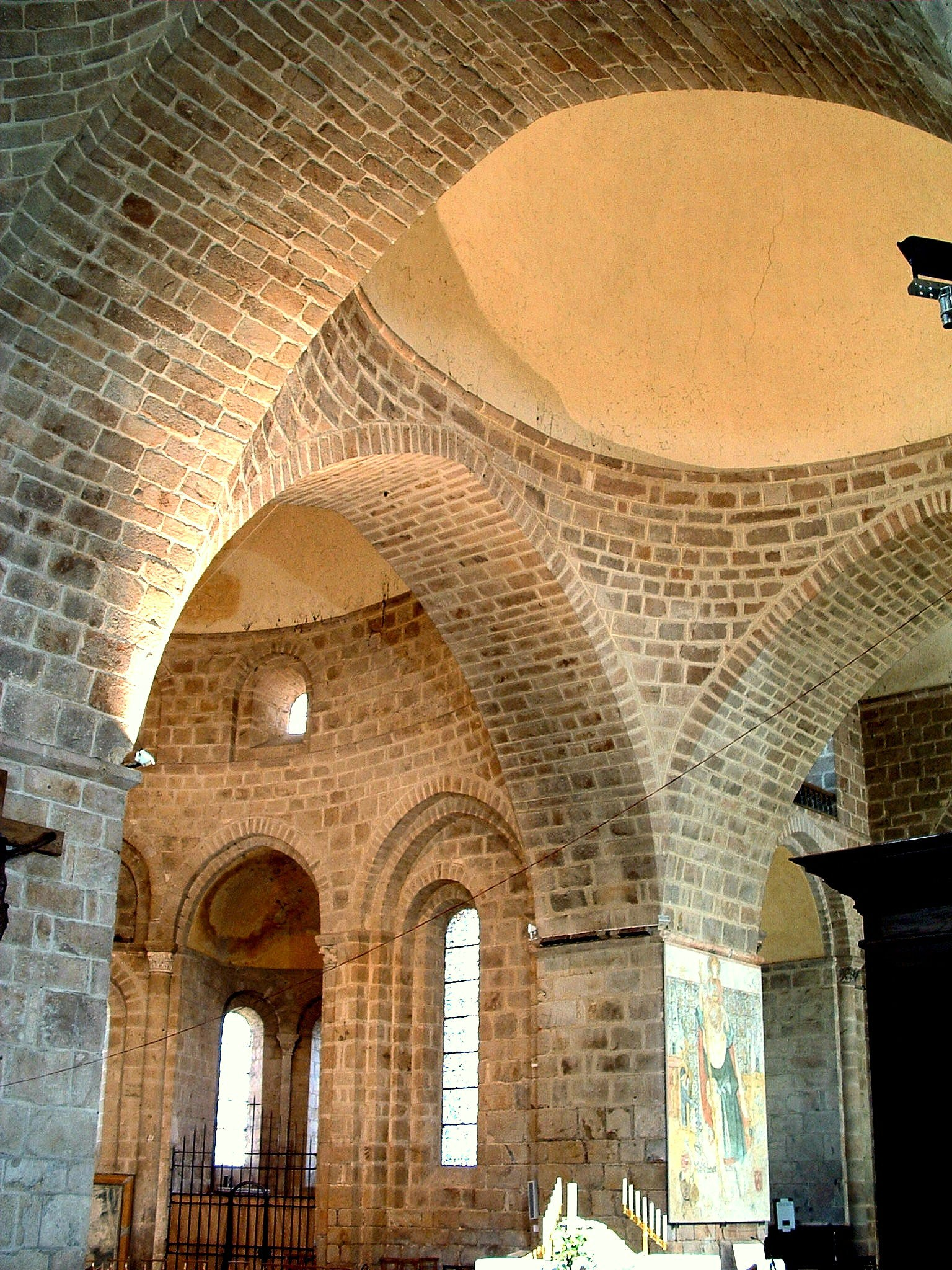
Crociera del transetto
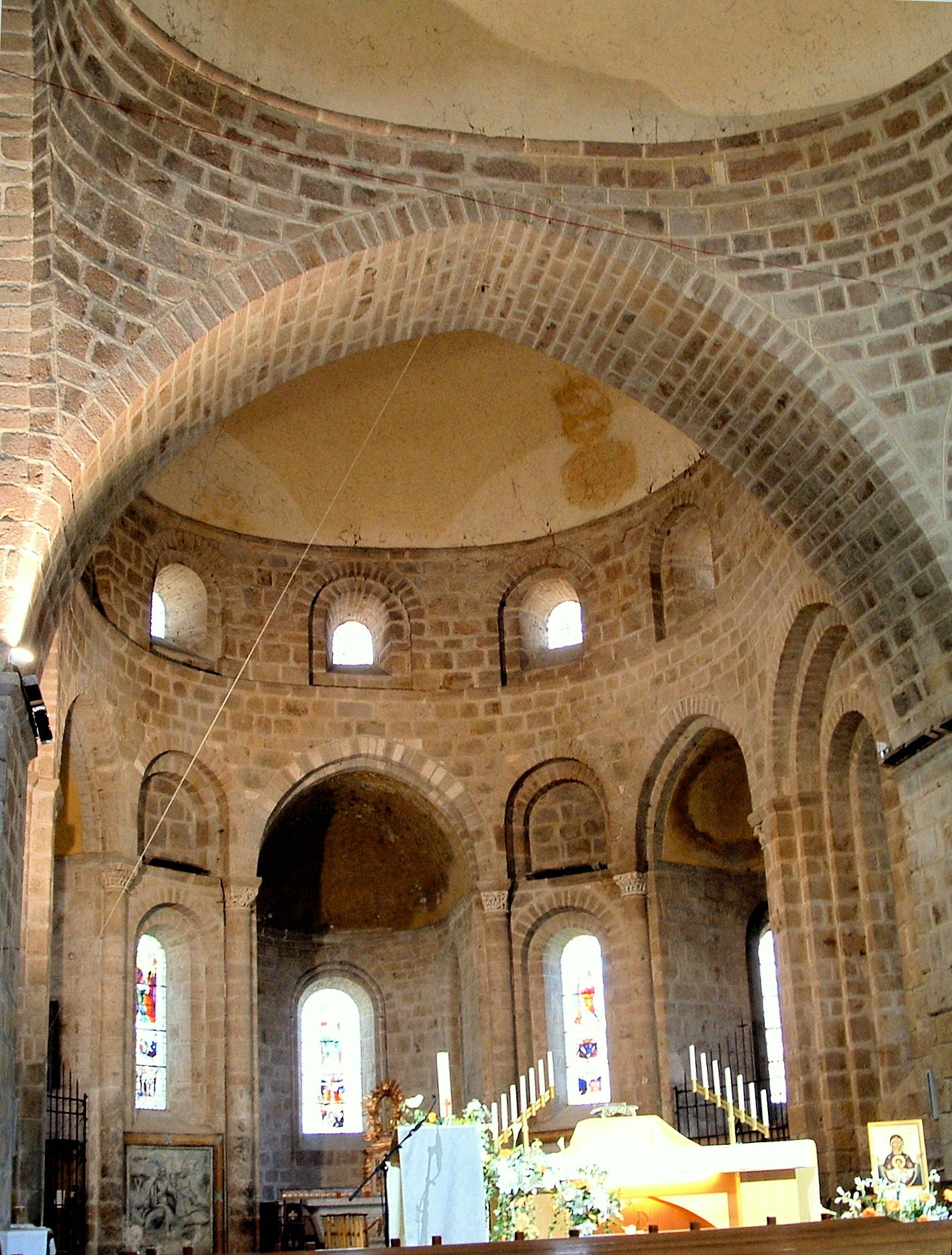
Coro
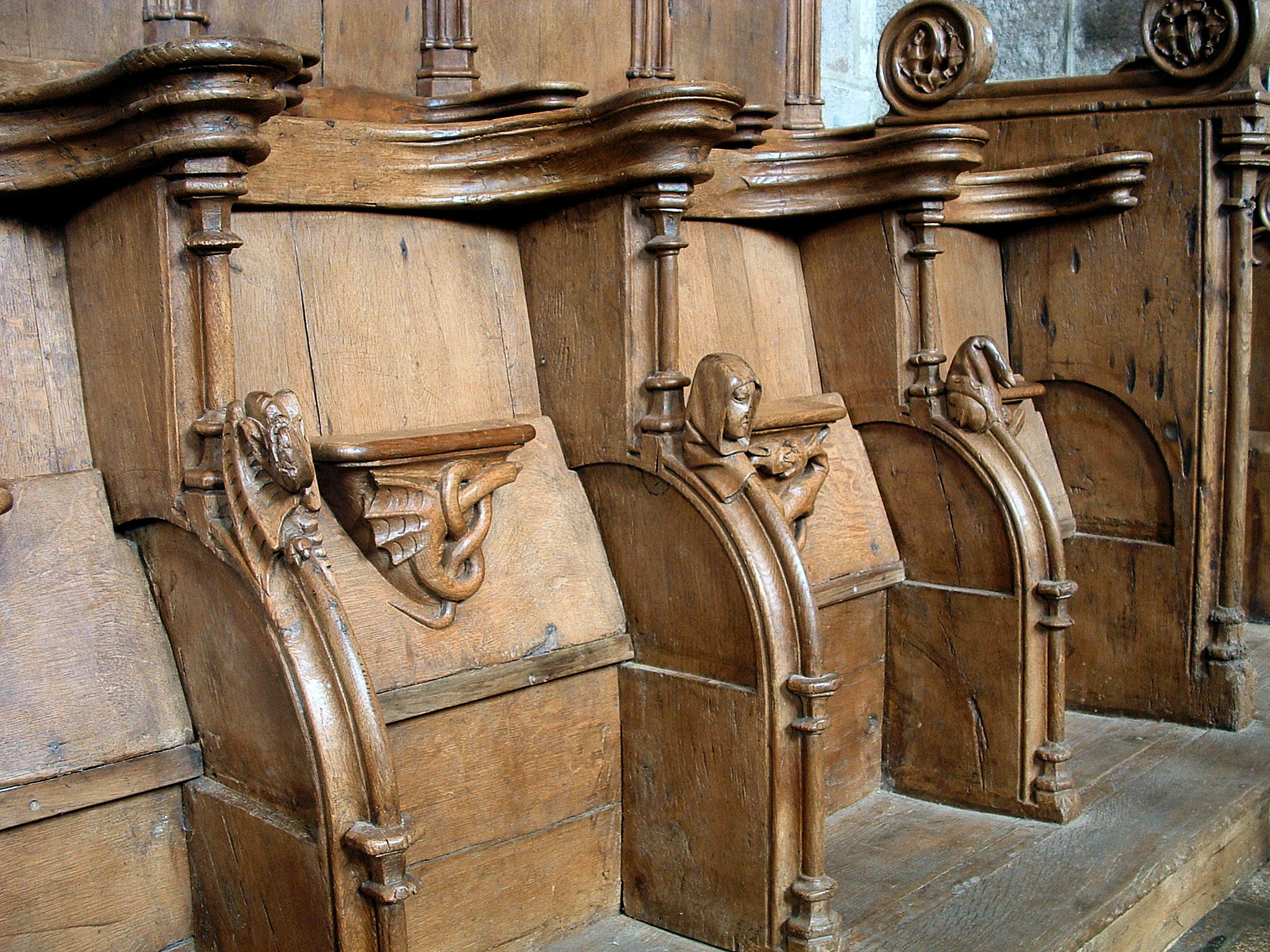
Stalli del XV secolo
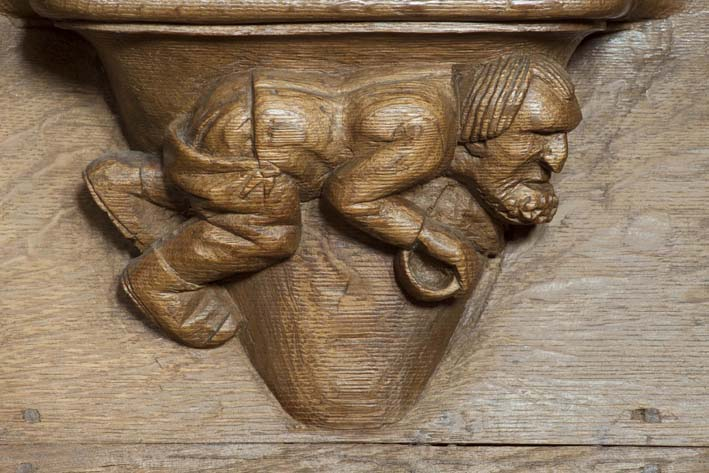
Mendicante scolpito su una misericordia
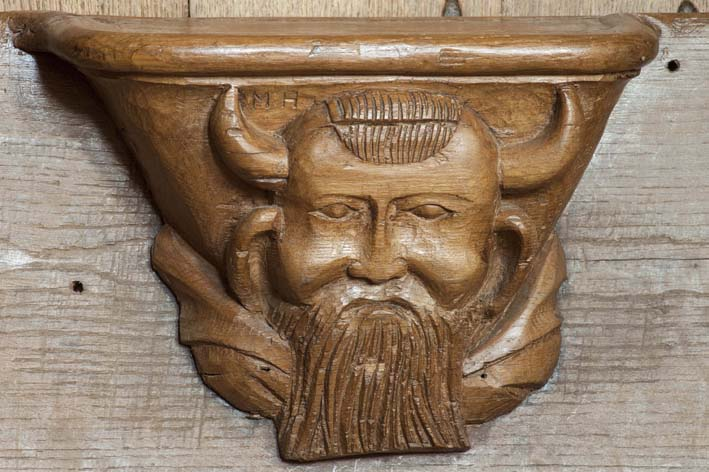
Ibrido metà uomo- metà animale scolpito su una misericordia

## Architettura dell'abbazia
Bastioni circondano il territorio dell'abbazia. L'insieme degli edifici data tra il XII e il XIII secolo, ma essi sono stati restaurati in più riprese. Essi sono iscritti in un quadrilatero di cui la navata della chiesa costituisce un lato.

### La chiesa abbaziale

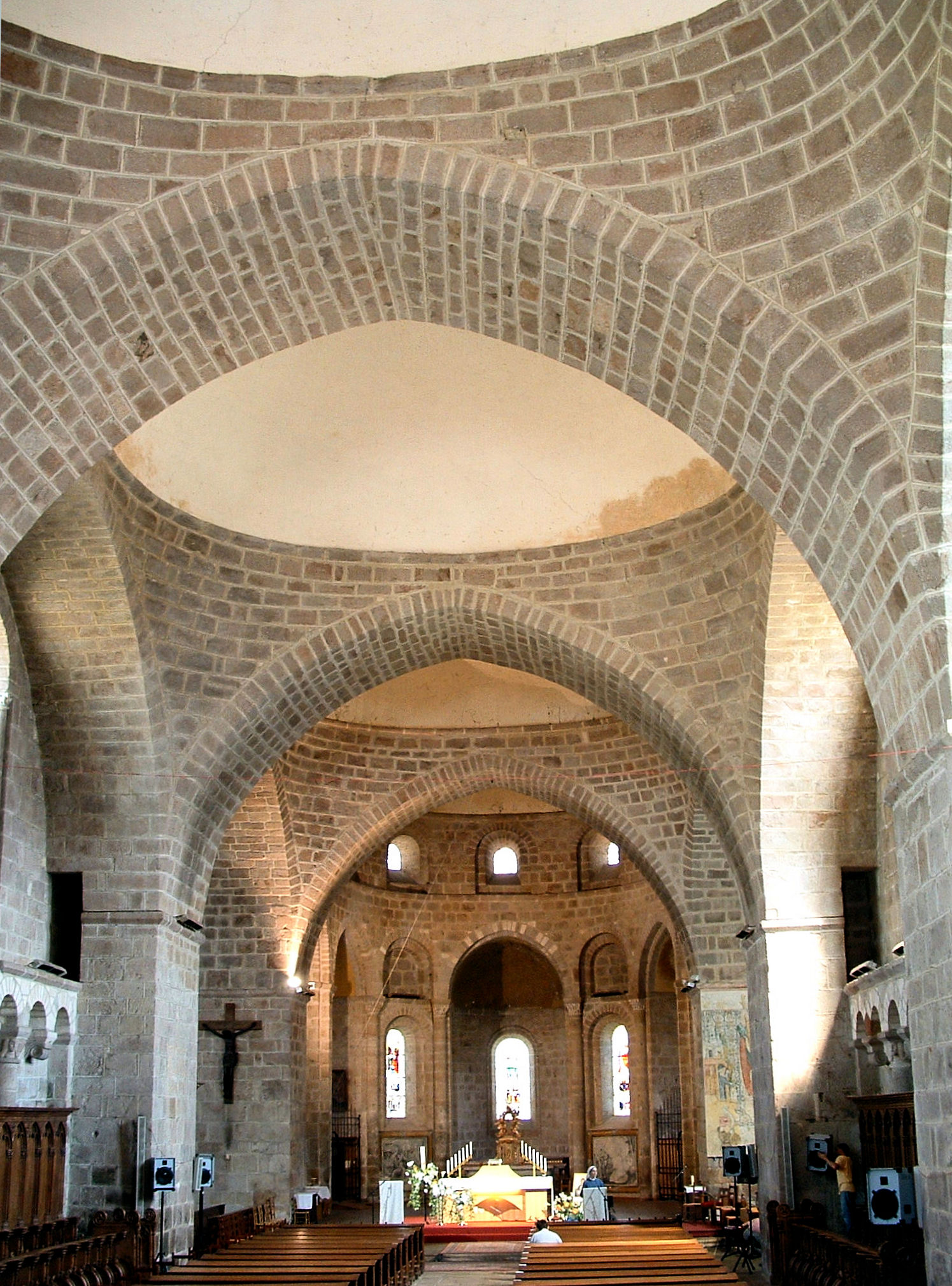
La navata della chiesa abbaziale

La chiesa abbaziale fu costruita nel corso di un lungo periodo: la navata nella prima metà del XII secolo, il coro e il transetto dopo l'incendio del 1178 e il campanile-portico all'inizio del XIII secolo. È l'unica abbaziale a cupole in fila del Limosino e un gioiello dell'architettura romanica.
L'interno fu restaurato nel XVI secolo con una particolare sistemazione degli stalli scolpiti.

### Gli edifici monastici
Rimessa in sesto, l'abbaziale ritrovò la sua funzione nel 1635. Cento anni dopo il chiostro e gli edifici conventuali furono interamente ricostruiti ma nel rispetto dell'architettura romanica.
Il chiostro scomparve all'inizio del XX secolo, quando i locali ospitarono una fabbrica di porcellane.
Gli edifici monastici attuali risalgono al XVIII secolo; essi disegnano una "E" con tre lati del complesso monastico e un'ala centrale. Sono tutti di linee sobrie e coperti da tetti a due falde.

## Elenco degli abati

### VII secolo
- San Remaclo, abate 632-646
- Dagoberto, abate nel 646
- Childomaro o Childemnus, abate verso il 695

### VIII secolo
- Gundeberto, Godeberto o Dagoberto
- Silmo, Salmo o Silvio
- Frotario
- Ebulo o Ebulus, è stato vescovo di Limoges
- Géraldo I
- Aimerico

### IX secolo
- Agiulfo o Aigulfo, presente al concilio di Aix-la-Chapelle del 817. Egli lavorò con san Benedetto di Aniane sulla riforma dei monasteri in Francia.
- Dructerano
- Silvius o Silvio, nell'838. Nell'841, Raoul de Turenne, arcivescovo di Bourges, gli donò alcune terre a condizione che vi erigesse il monastero di Vegennes, nel Basso Limosino.
- Cuneberto o Cuniberto. Nell'845, Raoul de Turenne gli donò delle terre a Beaulieu come ad alcuni monaci di Solignac, Godone, Frannario, Bernardo, Gairulfo, Flotgiso, Rigaldo, Rainufo, Silvio, Rainerio, Girberto, Umberto e Abramo, a condizione che vi costruissero un monastero dell'Ordine di San Benedetto. L'Abbazia di San Pietro di Beaulieu-sur-Dordogne fu probabilmente fondata nell'855.
- Silvio, che ottenne un privilegio da Carlo il Calvo nell'852. Forse era lo stesso di cui sopra.
- Bernardo I, che fu presente nell'866 al concilio di Soissons e ottenne un privilegio dal re Carlo il Calvo. Nell'876, prese parte al Concilio di Pont-Yon. Arnoldo di Guascogna, duca di Guascogna, figlio di Emenone di Poitiers, conte del Périgord, donò le reliquie di san Fausto trovate a Fezensac.
- Daniele, ottenne nell'883 da papa Martino II un privilegio. San Geraldo d'Aurillac rende visita all'abbazia.
- Thierry o Teodorico, nell'889.

### X secolo
- Gerardo II, nel 942
- Bernardo II di Comborn, elevato al monastero di Fleury, abate di Solignac prima del 983. Fu abate di Beaulieu poi di Tulle, infine vescovo di Cahors.

### XI secolo
- Amblardo, amico intimo di Hervé, tesoriere di Saint-Martin di Tours, ove incontrò a casa sua il re Roberto il Pio. Gli fece pervenire tramite Hervé una copia della vita di sant'Eligio.
- Geraldo III, discusse al concilio di Limoges nel 1031.
- Adalfredo o Alfredo, nominato nel 1055.
- Wido o Guido I, citato negli atti nel 1071, 1073, 1090 e 1091.
- Geraldo, abate di Uzerche, al quale fu data l'abbazia di Solignac ed egli vi mise un abate dipendente da lui.
- Gauzberto o Roberto, citato in atti negli anni 1090, 1096 e 1103.

### XII secolo
- Alduino o Elduino, abate nel 1105 e nel 1110.
- Maurizio, citato nel 1114. Egli fu citato per una donazione al monastero di Ventadour. Nel 1134 fondò un'associazione di preghiera insieme all'abate di Stavelot, che visitò Solignac.
- Geraldo IV di Terrazo, citato nel 1137. Ricevette a Solignac, il 7 luglio 1157, un osso del braccio di sant'Eligio proveniente da Noyon.
- Arcimbaldo I, della famiglia di Maumont. Citato nel 1179 nel cartolario dell'Abbazia di Aubazine e di quella di Dalon.
- Ademaro I, insediato nel 1176. Firma una donazione nel 1178 ai monaci dell'Ordine di Grandmont ad Ambazac.
- Goberto, fratello del nobile Josselin de Souillac, nel 1189.
- Hugues, della famiglia de Maulmont, abate dal 1195 al 1228.

### XIII secolo
- Ademaro II di Lastours, abate dal 1228 al 1237.
- Hugues II, abate dal 1237 al 1240.
- Pietro I, abate nel 1243, dimessosi nel settembre 1249.
- Pietro, abate tra il 1250 e eil 1262, non è il medesimo precedente.
- Arcimbaldo II, detto il Giovane, eletto nel 1263. Il 13 giugno 1263 l'abbazia di Solignac ricevette dal monastero di Stavelot una parte del pastorale, della pianeta e dei sandali con i quali san Remaclo era stato sepolto.
È citato nel 1271.
- Geraldo V, citato nel 1272. Egli morì il 6 febbraio 1275, a Bourges. Egli tornava dalla corte di Francia ove si era dichiarato contro il re d'Inghilterra e il visconte di Limoges.
- Arcimbaldo III, abate nel 1275.
- Ademaro o Bertrando Ademaro, abate nel 1280.
- Hugues II, nel 1283.
- Arcimbaldo IV, citato nel 1286. Egli ricevette l'omaggio di Artù, figlio del duca di Bretagna, visconte de Limoges, e di sua moglie Maria di Limoges, per la metà del castello e della castellania di Aixe-sur-Vienne. Rimase in carica fino al 1318.

### XIV secolo
- Bertrando I
- Arcimbaldo V d Saint-Amant o Chamans detto il Giovane. Restò in carica dal 1320 al 1334.
- Pietro II Elia di Pompadour, in carica dal 1334 al 1348.
- Bertrando II di Adémar. Fu eletto all'unanimità ma deposto da papa Clemente VI, che lo reinsediò il 15 ottobre 1348; morì il 29 maggio 1370.
- Bertrando III di Saint-Chamans, eletto il 10 giugno 1370.
- Wido o Guido Ier, dal 1372 fino alla morte, nel 1375.
- Bertrando IV suprannominato de Saint-Chamans. Priore di Bergerac nel 1375 al momento della sua elezione. Citato nel 1388.
- Hugues de Bony, citato nel 1391, 1392, 1417 e 1423; morì il 6 marzo 1425.

### XV secolo
- Giovanni, signore di Raymond, eletto il 23 luglio 1425 e morto il 20 febbraio 1456.
- Marziale de Bony de La Vergne, eletto per ispirazione il 2 marzo 1456. Fece realizzare le vetrate e gli stalli del coro. Morì il 25 agosto 1484.
- Ercole di Gaing, abate di Solignac nel 1484. Prima dell'11 novembre 1486 un decreto del parlamento di Bordeaux fece sequestrare l'abbazia di Solignac e i suoi frutti. Nel 1487 fu abate e vicario di Pierre de Gaing.
- Arcimbaldo VI, citato nel 1485.
- Pietro III di Gaing, abate commendatario di Solignac tra il 1488 e il 1490, poi abate di Beuil. Il 1º aprile 1490 l'abbazia divenne priva di abate e il vescovo di Limoges vi nominò un vicario generale.
- Boon, Bozo o Booz de Joussineau. Pervenuto all'abbazia il 30 dicembre 1493, morì il 17 settembre 1503 a Parigi, nel Priorato di Saint-Martin-des-Champs.

### XVI secolo
- Guglielmo di Barton de Montbas, fratello del vescovo di Limoges, Giovanni II de Barthon de Montbas.  Compare come abate in un atto del 1514. Vi furono discussioni tra i diversi pretendenti prima che si trovasse un accordo per la sua nomina. Nel 1514 si dimise per diventare vescovo di Lectoure.
- Roland Barton, nipote del precedente, abate di Solignac nel 1514, si dimise nel 1537.
- Guglielmo V di Barton, nipote del precedente, divenne abate nel 1537. È stato abate di Obasine e morì il 1 maggio 1572, vescovo di Lectoure.
- Pietro IV, abate nel 1554. I Protestanti s'impadronirono dell'abbazia nel 1568.
- Antoine Boudu, ricevette le bolle il 26 ottobre 1576 e si dimise il 2 marzo 1582.
- François Bellut ottenne le bolle il 13 aprile 1582 e prese possesso dell'abbazia il 17 giugno. È scritto in un atto che egli dirigeva l'abbazia per la signora di Pierre-Buffière. François Bellut morì il 7 febbraio 1589.
- Pierre V de Belac o Bellut, abate confidenziario nel 1590. Egli dovette tenere l'abbazia del signore di Pierre-Buffière.

### XVII secolo
- Giovanni II Jaubert ottenne le sue bolle per l'abbazia di Solignac il 16 gennaio 1598, all'età di 18 anni. Egli studiò a La Flèche nel 1609. Nel 1612 divenne vescovo di Bazas; nel 1626 fu elemosiniere ordinario del re. Morì il 30 luglio 1643 arcivescovo di Arles.
- Giorgio d'Aubusson de La Feuillade, abate di Solignac tra il 1643 e il 1648.
- Artus de Lionne, ricevette le sue bolle il 12 aprile 1649 e prese possesso dell'abbazia tramite procuratore il 4 gennaio 1650. Diede in concessione l'abbazia per 7000 lire. Si dimise nel 1656.
- Giulio Paolo de Lionne, nipote del precedente, ebbe le sue bolle il 21 gennaio 1657, all'età di 9 o 10 anni. Prese possesso dell'abbazia per procura il 7 agosto 1657. Scambiò con l'abate successivo l'abbazia contro il priorato di Saint-Martin-des-Champs, a Parigi.
- Pietro di Godefroy de Beauvilliers o de Boissemont, ottenne le sue bolle per l'abbazia di Solignac solo il 13 settembre 1665, prendendone possesso per procura il 16 ottobre. Fu elemosiniere ordinario del re nel 1680. Morì nel febbraio 1689.
- Louis du Ban, nominato per brevetto del re nell'aprile 1689. Ottenne le sue bolle l'8 agosto 1693, ma prese possesso dell'abbazia per procura il 25 gennaio 1695. Permutò l'abbazia di Solignac con quella di Pontières nel 1697.

### XVIII secolo
- Guglielmo III Bitault. Fu nominato il 15 agosto 1697 e ottenne le sue bolle il 20 novembre. Prese possesso dell'abbazia per procura il 27 gennaio 1698. Morì il 28 ottobre 1724.
- Pietro-Adriano di Mouchy, nominato nel dicembre 1724. Ottenne le sue bolle il 30 luglio 1727 e prese possesso dell'abbazia per procura il 21 settembre. Morì il 18 luglio 1750.
- Carlo-Alessandro del Bourg, vicario generale del vescovo di Cahors, fu nominato abate di de Solignac nell'agosto 1750. Nel maggio 1751 si dimise essendo stato nominato abate dell'abbazia di Orbais.
- Benedetto-Vittorio Girard, abate di Solignac nel maggio 1751 a 23 anni di età. Ebbe le sue bolle il 19 luglio 1751. Prese possesso dell'abbazia per procura il 20 agosto 1751. Morì nel 1785.
- Edmondo de Pont de Rennepont, nominato nel 1785 e morto nel 1787 all'età di 31 anni.
- Armando de Foucauld de Pontbriand, vicario generale di Arles, nominato nel 1787. È ancora citato nel 1791.